# Quatrième sommet de la Communauté politique européenne
 (juillet 2024).
La mise en forme du texte ne suit pas les recommandations de Wikipédia : il faut le « wikifier ».
Les points d'amélioration suivants sont les cas les plus fréquents. Le détail des points à revoir est peut-être précisé sur la page de discussion.
- Les titres sont pré-formatés par le logiciel. Ils ne sont ni en capitales, ni en gras.
- Le texte ne doit pas être écrit en capitales (les noms de famille non plus), ni en gras, ni en italique, ni en « petit »…
- Le gras n'est utilisé que pour surligner le titre de l'article dans l'introduction, une seule fois.
- L'italique est rarement utilisé : mots en langue étrangère, titres d'œuvres, noms de bateaux, etc.
- Les citations ne sont pas en italique mais en corps de texte normal. Elles sont entourées par des guillemets français : « et ».
- Les listes à puces sont à éviter, des paragraphes rédigés étant largement préférés. Les tableaux sont à réserver à la présentation de données structurées (résultats, etc.).
- Les appels de note de bas de page (petits chiffres en exposant, introduits par l'outil «  Source ») sont à placer entre la fin de phrase et le point final[comme ça].
- Les liens internes (vers d'autres articles de Wikipédia) sont à choisir avec parcimonie. Créez des liens vers des articles approfondissant le sujet. Les termes génériques sans rapport avec le sujet sont à éviter, ainsi que les répétitions de liens vers un même terme.
- Les liens externes sont à placer uniquement dans une section « Liens externes », à la fin de l'article. Ces liens sont à choisir avec parcimonie suivant les règles définies. Si un lien sert de source à l'article, son insertion dans le texte est à faire par les notes de bas de page.
- La présentation des références doit suivre les conventions bibliographiques. Il est recommandé d'utiliser les modèles {{Ouvrage}}, {{Chapitre}}, {{Article}}, {{Lien web}} et/ou {{Bibliographie}}. Le mode d'édition visuel peut mettre en forme automatiquement les références.
- Insérer une infobox (cadre d'informations à droite) n'est pas obligatoire pour parachever la mise en page.

Pour une aide détaillée, merci de consulter Aide:Wikification.
Si vous pensez que ces points ont été résolus, vous pouvez retirer ce bandeau et améliorer la mise en forme d'un autre article.
Le quatrième sommet de la Communauté politique européenne est une réunion de la Communauté politique européenne, un format diplomatique qui réunit les représentants de haut niveau des 46 États du continent européen, qui s'est tenue le 18 juillet 2024 au Palais de Blenheim à Woodstock, au Royaume-Uni.

## Objectifs
Une déclaration commune pris lors d'un sommet bilatéral entre le Premier ministre du Royaume-Uni et le Président français le 10 mars 2023 a ânonné que le prochain sommet de la Communauté Politique Européenne (CPE) devrait se concentrer sur l'énergie, les infrastructures, la connectivité, la cybersécurité, la lutte contre la désinformation et la migration,.
À la veille du deuxième sommet de l'CPE qui s'est tenu le 1er juin 2023, le Premier ministre britannique Rishi Sunak a publié une déclaration affirmant que « l'arrêt des migrations et la sécurisation de nos frontières devraient figurer en tête de l'agenda des dirigeants européens ». Sunak avait également suscité la controverse lors du précédent sommet de Grenade en exigeant que l'ordre du jour préétabli soit abandonné et que le seul objectif du sommet soit désormais axé sur l'immigration. En annonçant la date du sommet, Sunak a ajouté que celui-ci se concentrerait sur le soutien à l'Ukraine pendant l'invasion russe en cours, le trafic de migrants et en réduisant l'immigration. Dans un article de Politico, John Kampfner a rapporté que Sir Keir Starmer, qui replace Sunak à la suite des élections de juillet 2024, maintiendrait l'agenda de Sunak, y compris le sujet de la migration.
En effet, Sunak a annoncé de manière inattendue le 22 mai 2024 qu'une élection générale anticipée aurait lieu le 4 juillet 2024, deux semaines seulement avant la date prévue du sommet. Le Parti travailliste a remporté ces élections et Starmer est ensuite devenu Premier ministre. Alors qu'il était dans l'opposition, Keir Starmer avait indiqué qu'il profiterait du sommet pour commencer à établir un « nouveau partenariat géopolitique ». Les objectifs européens de Starmer incluent : améliorer l'accord de commerce et de coopération (Trade and Cooperation Agreement ou TCA) avec l'Union européenne en renégociant les termes de l'accord de libre-échange et en rejoignant le programme d'échange d'étudiants Erasmus. Starmer avait auparavant exclu de réintégrer l'Union européenne, le marché unique ou d'entrer dans une union douanière. Le Secrétaire d'État fantôme aux Affaires étrangères, David Lammy, a déclaré qu'il souhaitait que le Royaume-Uni et l'UE créent un pacte de sécurité et que le Royaume-Uni assiste aux réunions du Conseil des affaires étrangères de l'UE,. Starmer souhaite profiter du sommet pour réinitialiser les relations avec l'UE, partager des idées sur un nouveau commandement des frontières pour lutter contre la migration et signer un accord de coopération en matière de défense avec l'Allemagne, basé sur les traités de Lancaster House conclus en 2010 avec la France. Les collaborateurs de Starmer ont minimisé les chances d'utiliser le sommet pour renégocier le TCA, y compris les accords vétérinaires et les accords de mobilité.

## Préparation

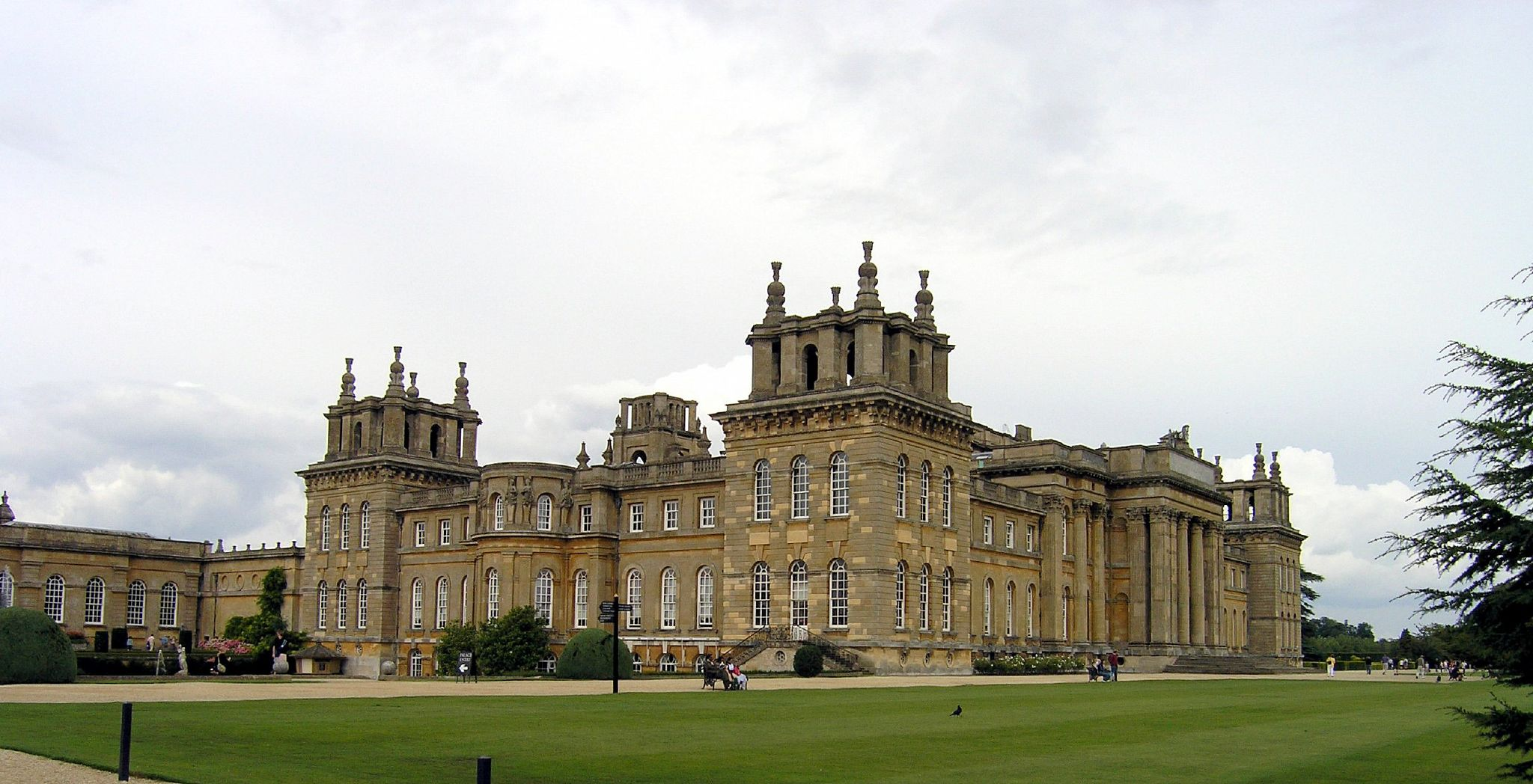
Le Palais de Blenheim, lieu du 4e sommet de la CPE le 18 juillet 2024

Le Royaume-Uni a été annoncé comme hôte du quatrième sommet de la CPE en octobre 2022. Le roi Charles III a mentionné l'accueil par le Royaume-Uni du sommet de la CPE dans le cadre de son discours lors de l'ouverture du Parlement en 2023.
Les préparatifs du sommet ont été discutés par la chambre haute du Parlement britannique le 12 décembre 2023. Tariq Ahmed, ministre des Affaires étrangères du Royaume-Uni, a déclaré que le Royaume-Uni considérait la CPE comme une « plate-forme importante pour la coordination sur les questions européennes », ajoutant que la sécurité énergétique, l'immigration et l'invasion russe de l'Ukraine figureraient à l'ordre du jour.
Le sommet devait initialement avoir lieu en mars ou avril, mais en janvier 2024, plusieurs diplomates européens estiment que le refus du gouvernement britannique d'exclure la tenue d'élections générales anticipées ce printemps est à l'origine des « retards » dans une prochaine réunion. Le gouvernement britannique a déclaré qu'il annoncerait une date « en temps voulu ». Le 14 mars 2024, les médias britanniques ont rapporté que le sommet était désormais prévu pour juillet. Cela a provoqué la frustration de certains pays nordiques qui étaient déjà en vacances d'été. Le 19 mars 2024, le gouvernement britannique a finalement annoncé que le sommet aurait lieu le 18 juillet et se tiendrait au palais de Blenheim.
Dans une lettre du Secrétaire d'État britannique des Affaires étrangères Lord David Cameron, le gouvernement britannique s'est engagé à travailler avec ses partenaires européens pour promouvoir la cohérence lors de ce sommet et des futurs sommets de la CPE. Le 25 mars 2024, l'ambassadeur britannique en Hongrie, Paul Fox, a rencontré le ministre hongrois de l'Europe, Bóka János, promettant de promouvoir la cohérence entre les sommets de la CPE : la Hongrie devrait accueillir le sommet suivant en novembre 2024. Le Premier ministre britannique Rishi Sunak a discuté des plans et des préparatifs du sommet avec le président français Emmanuel Macron lors d'un appel téléphonique le 8 avril 2024, au cours duquel il a déclaré que la défense de l'Ukraine, le progrès de la coopération en matière d'intelligence artificielle et les efforts conjoints pour lutter contre l'immigration clandestine et le crime organisé seraient des priorités sur son ordre du jour.
Le 22 mai 2024, Sunak a annoncé de manière inattendue des élections générales pour le 4 juillet. Le Parti travailliste a remporté ces élections, Sunak étant remplacé par Keir Starmer au poste de Premier ministre et David Lammy étant nommé nouveau ministre des Affaires étrangères.
Starmer a accueilli le Taoiseach irlandais Simon Harris à Chequers à la veille du sommet.

## Calendrier et ordre du jour
Le sommet s'est tenue le 18 juillet 2024 au palais de Blenheim à Woodstock. L'ordre du jour comprenait une séance plénière d'ouverture, suivie de trois tables rondes sur la migration, l'énergie et la connectivité, ainsi que sur la défense et la garantie de la démocratie, avant de se terminer par une plénière de clôture. La présidente suisse Viola Amherd a présenté les résultats du sommet de paix en Ukraine de juin 2024 qui s'est tenu à Bürgenstock, en Suisse.
Le calendrier et l'ordre du jour sont les suivants: 
- 8h00 : Arrivées et accueil sur les marches par Sir Kier Starmer, Premier ministre du Royaume Uni, pays hôte
- 10h00 : Séance d'ouverture présidée par Keir Starmer[26],[27] avec les contributions de Volodymyr Zelensky, Président de l'Ukraine[28], Viola Amherd et Mette Frederiksen, Première ministre du Danemark[29]
- 11h30 : Photo de famille
- 12h00 : Tables rondes thématiques sur la migration, l'énergie et la connectivité, et la défense et la sécurisation de la démocratie
- 13h00 : Possibilité de réunions bilatérales/multilatérales et déjeuner
- 14h45 : Plénière de clôture
- 15h45 : Réception avec le roi Charles III
- 16h45 : Rencontres bilatérales/multilatérales, conférence de presse de Keir Starmer[30] et d'Emmanuel Macron[31],[32].

## Participants

### États et organisations participants

Pays participant à la Communauté politique européenne

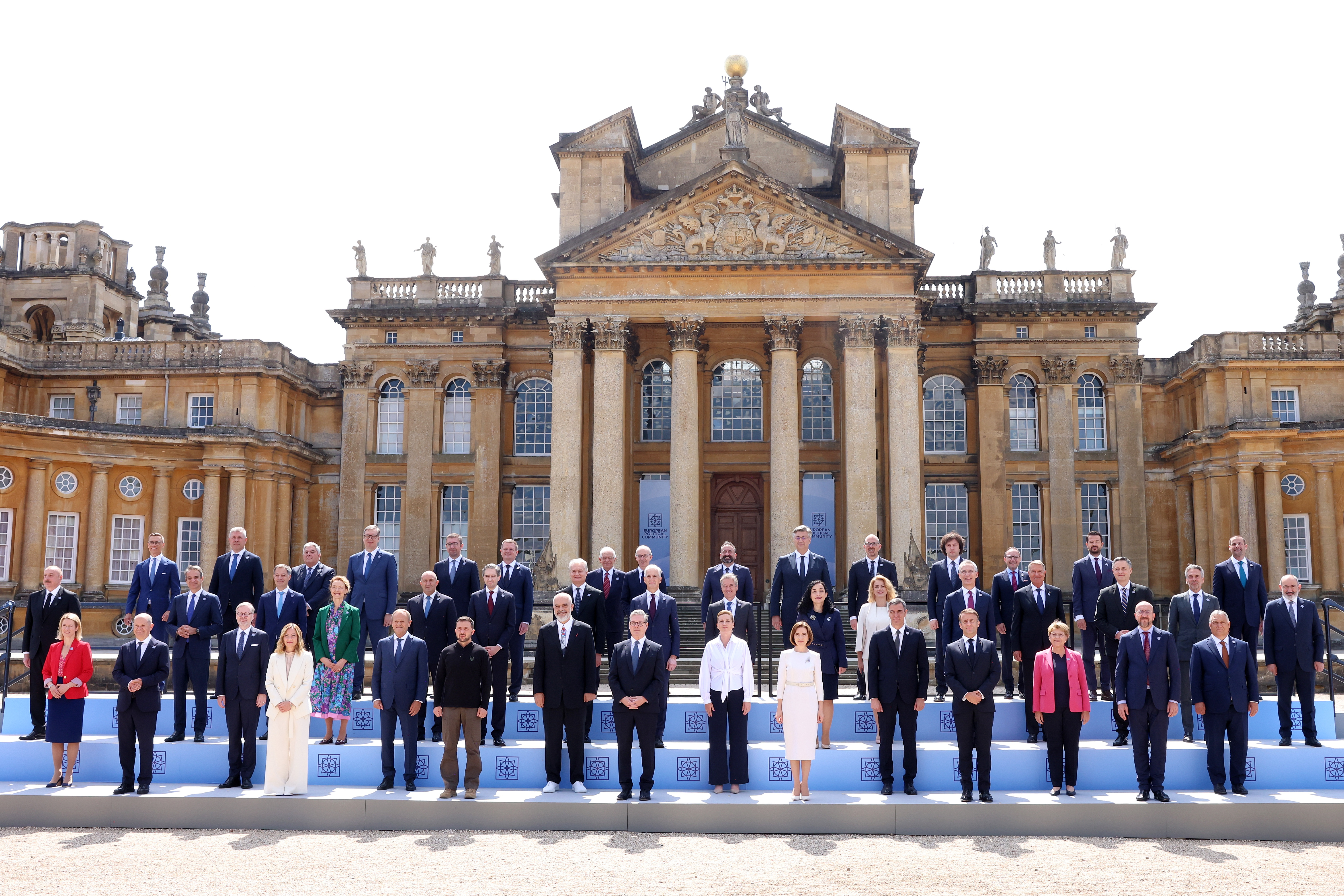
Photo de famille

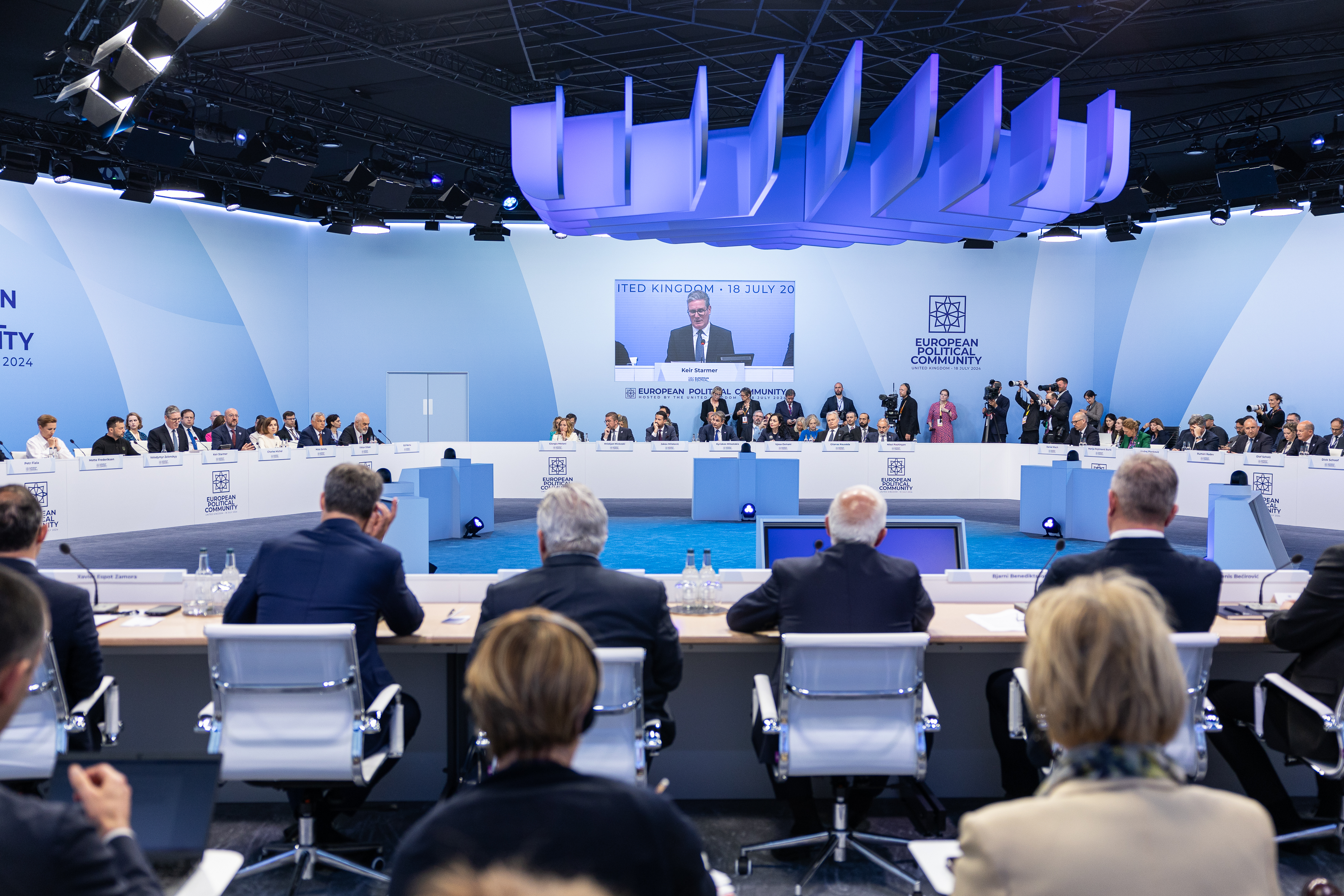
Séance plénière d'ouverture

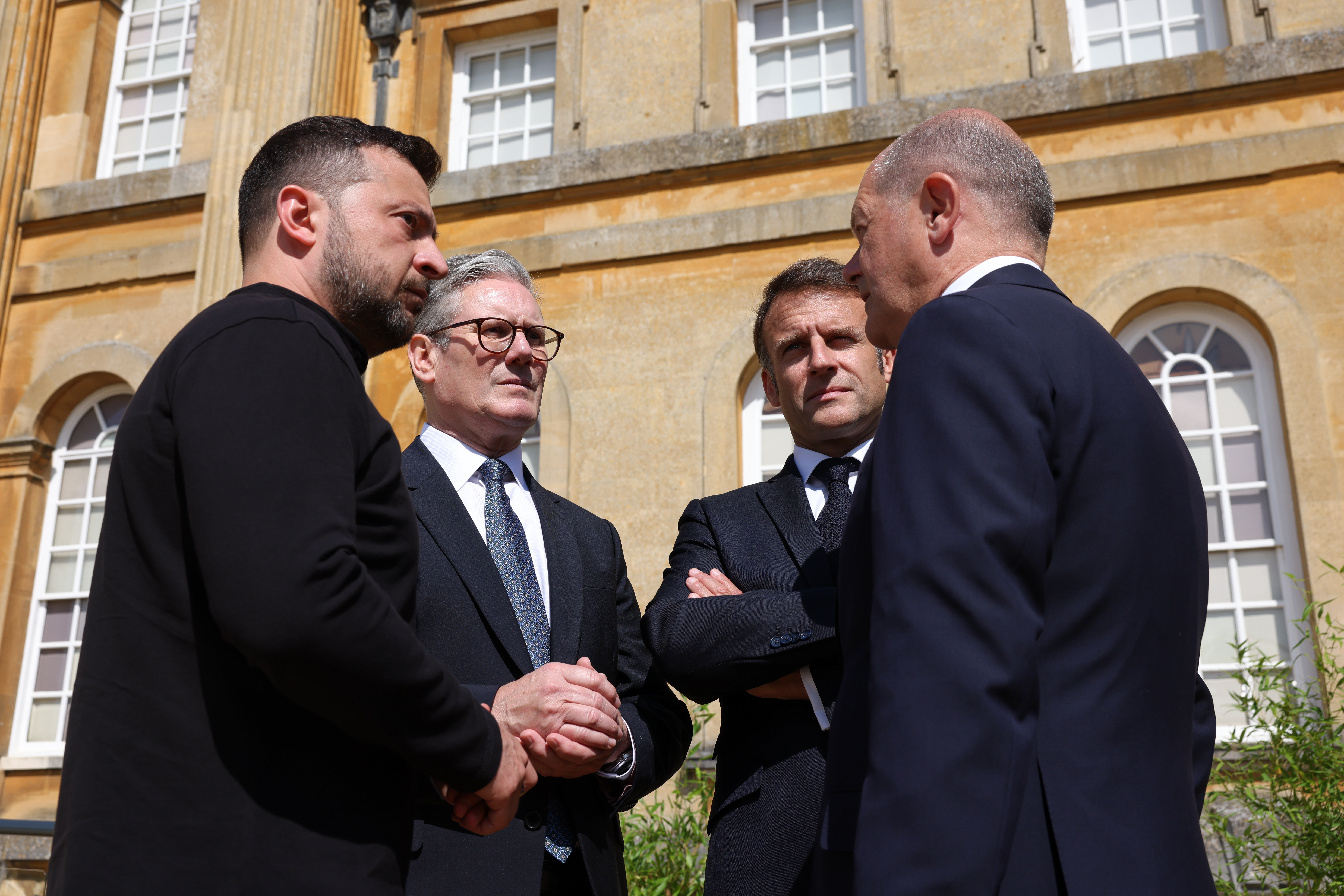
Dirigeants européens au palais de Blenheim (de gauche à droite : Volodymyr Zelensky, Ukraine, Sir Keir Starmer, Royaume-Uni, Emmanuel Macron, France, Olaf Scholz, Allemagne)

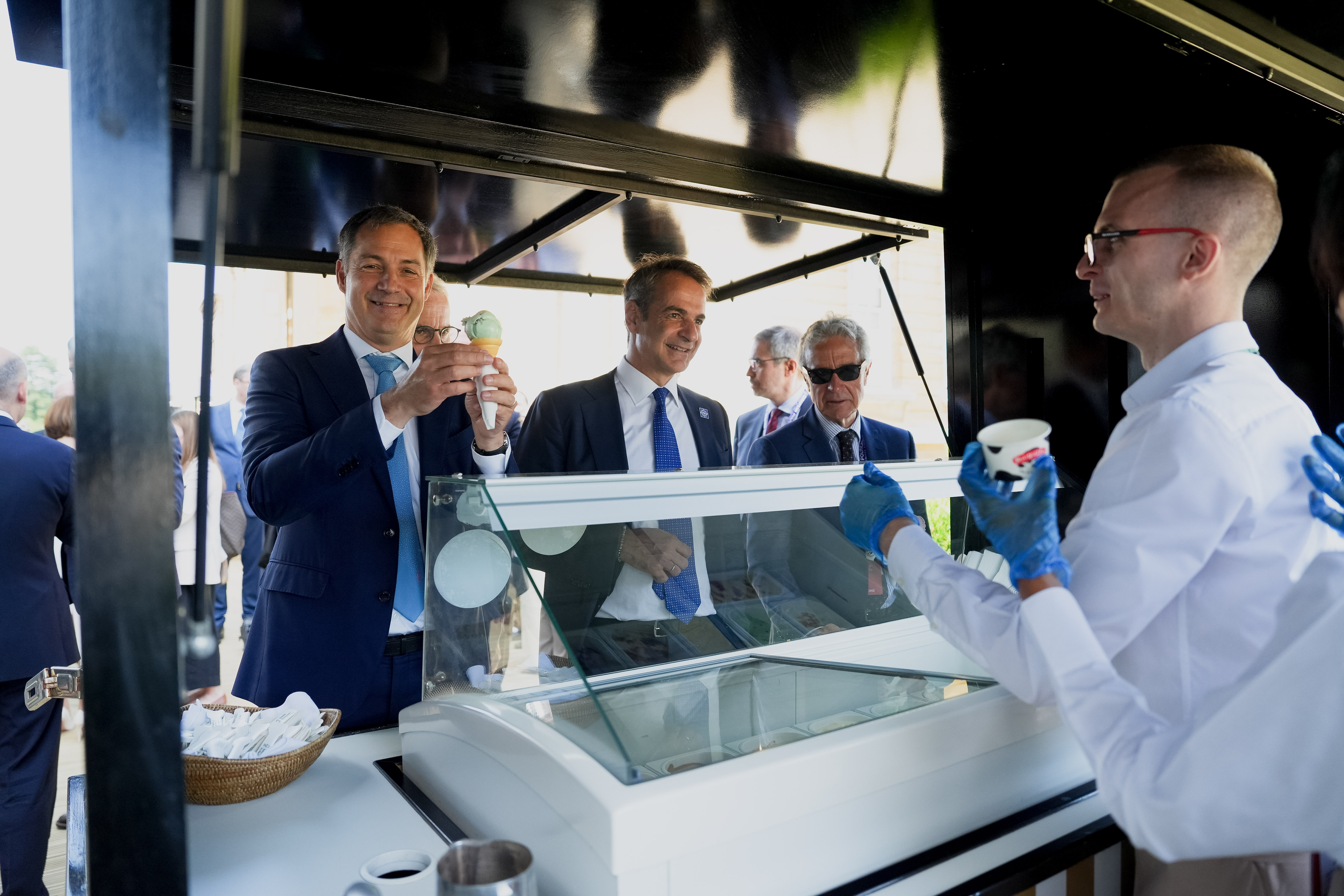
Alexander De Croo (Belgique, gauche) partage une glace en compagnie de Kyriákos Mitsotákis (grèce).

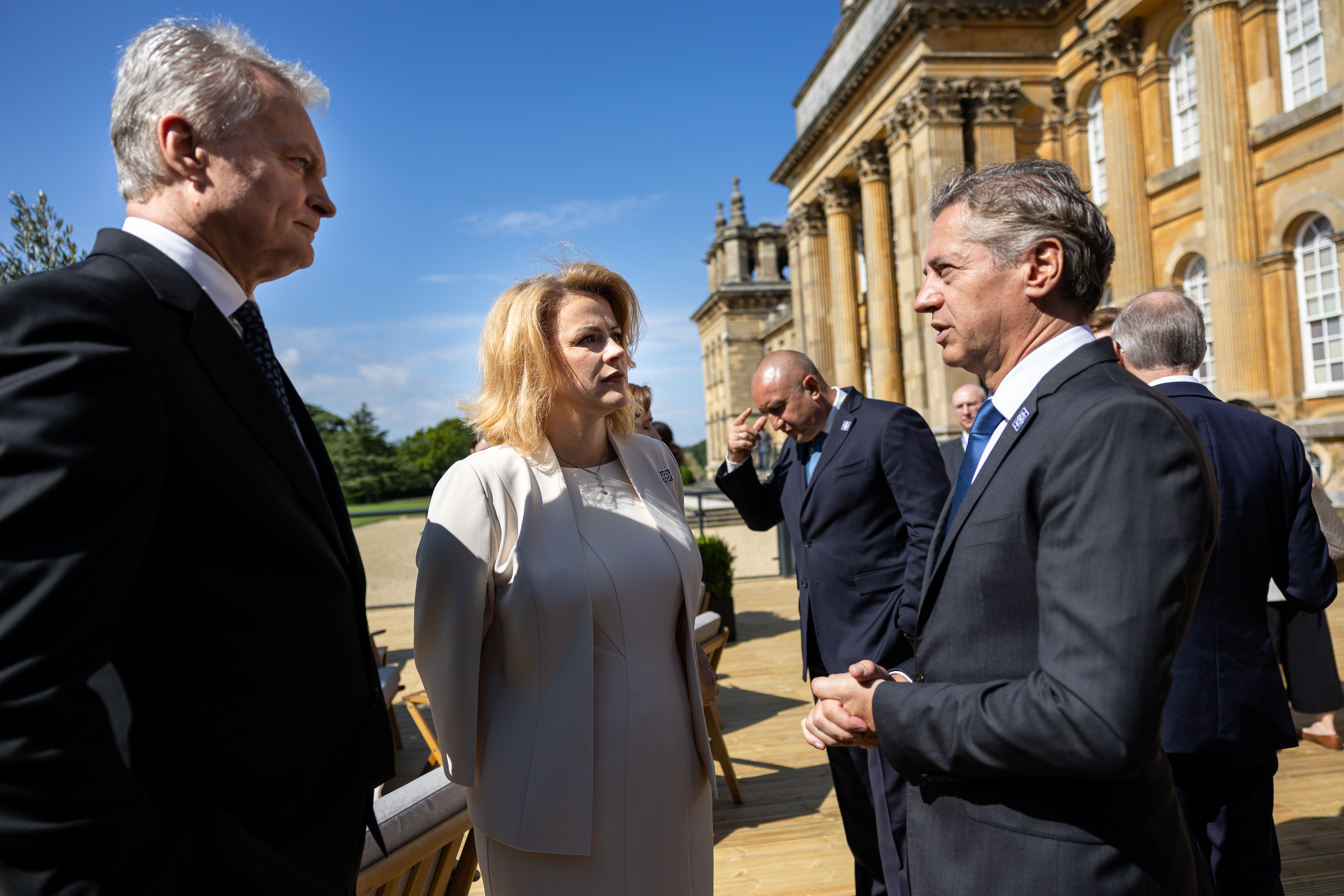
Gitanas Nausėda (Lituanie, gauche), Evika Siliņa (Lettonie, centre) et Robert Golob (Slovénie, droite). Roumen Radev (Bulgarie) au second plan.

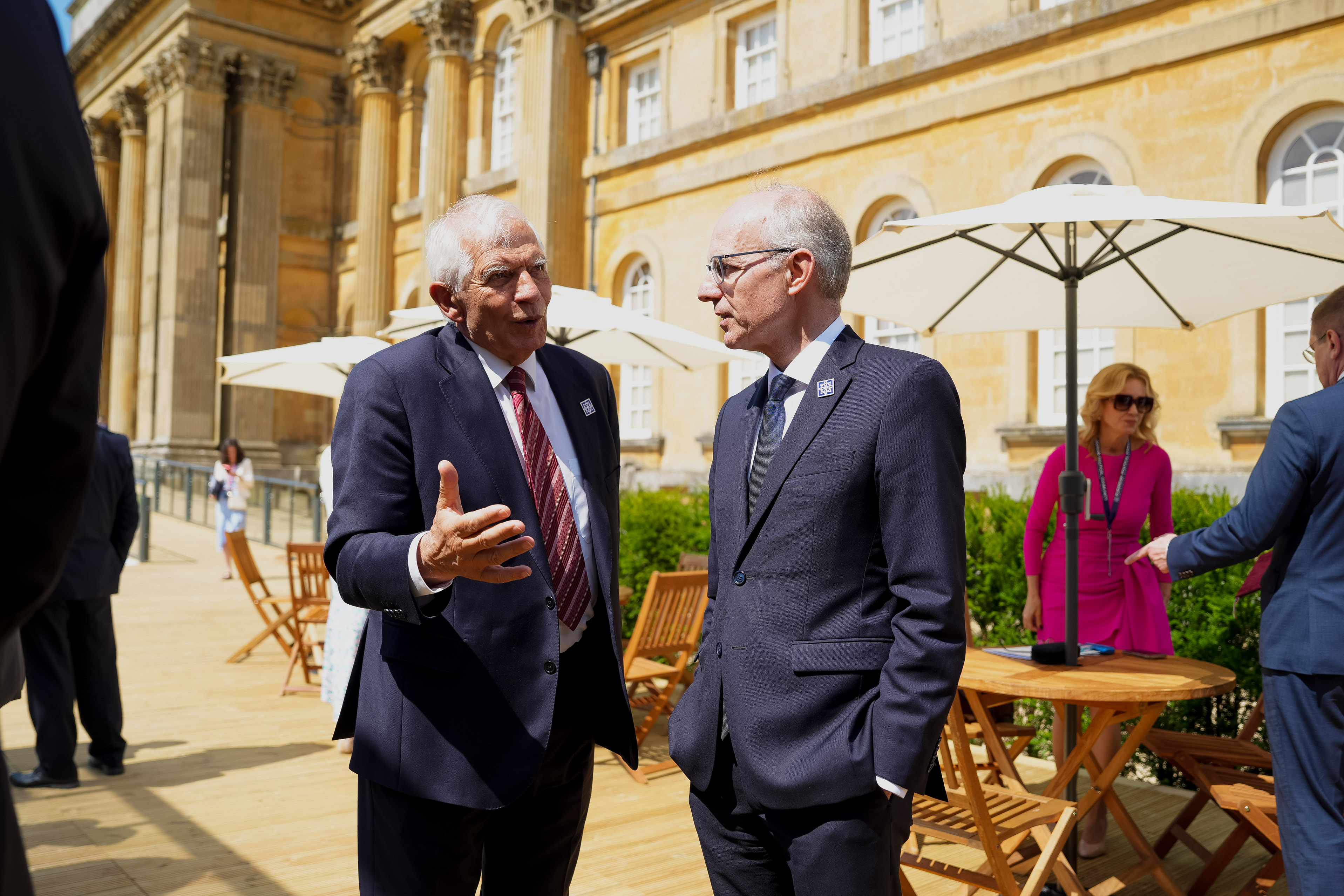
Josep Borell (UE) et Luc Frieden (Luxembourg)

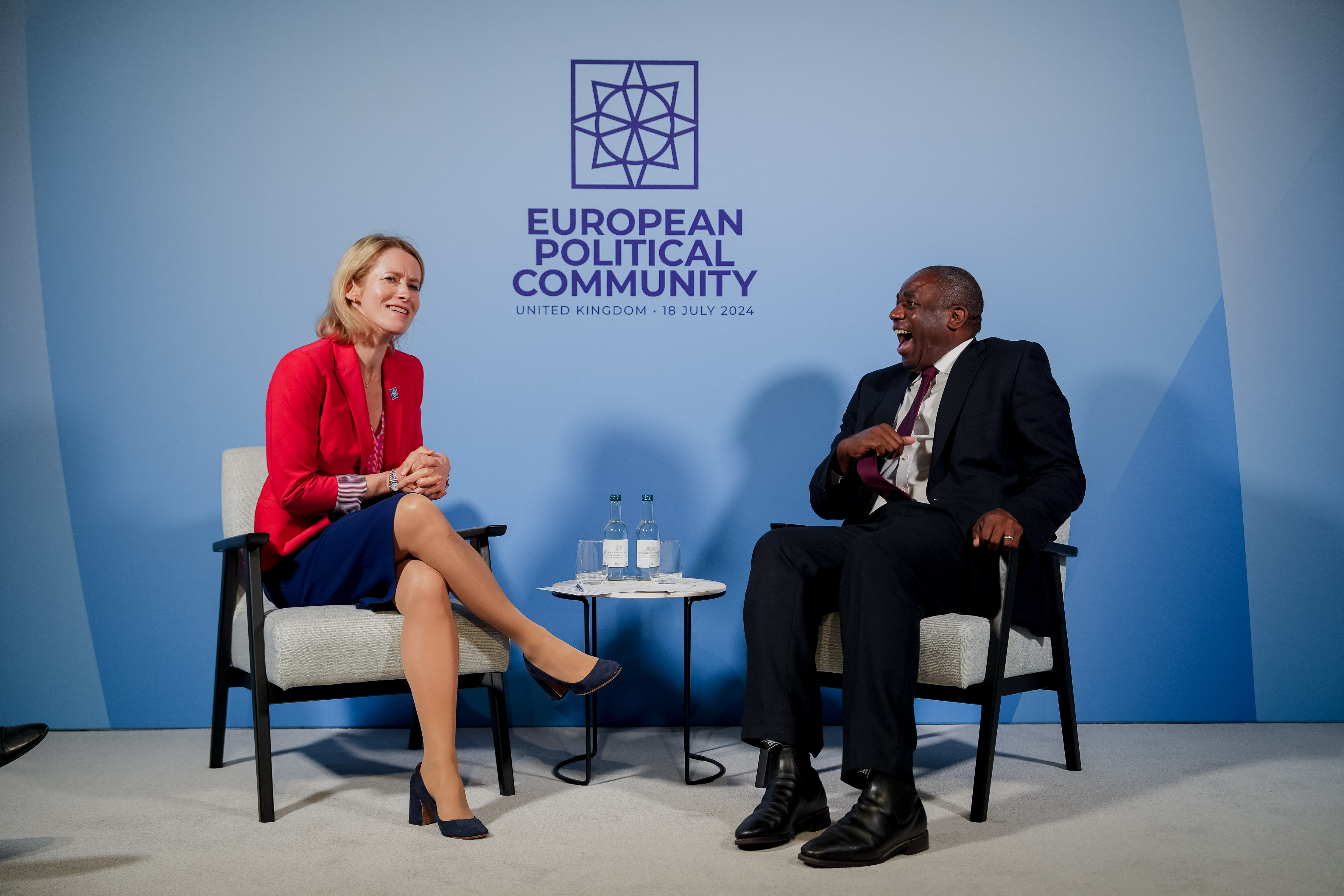
Rencontre bilatérale entre Kaja Kallas, Première ministre d'Estonie et David Lammy, Secrétaire d'État britannique aux Affaires étrangères, du Commonwealth et du Développement.

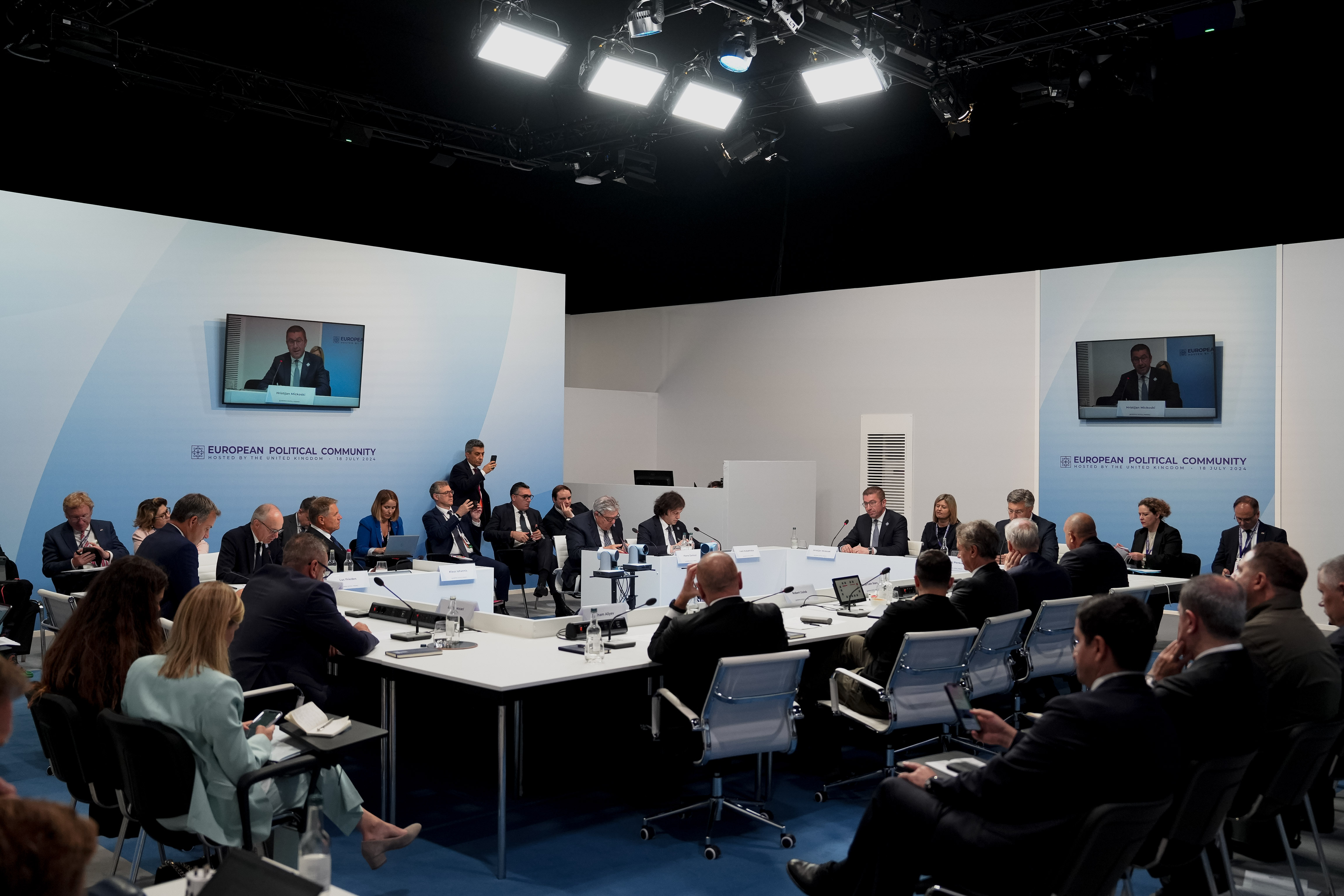
Hristijan Mickoski (Macédoine du Nord) s'exprime lors d'une table ronde.

Le sommet a réuni les chefs d'État ou de gouvernements des États participant à la Communauté politique européenne, aux côtés du président du Conseil européen et du haut représentant de l'Union pour les affaires étrangères et la politique de sécurité. Le gouvernement britannique a déclaré qu'« environ 50 » dirigeants assisteraient à l'événement. Rishi Sunak a invité le Secrétaire général de l'OTAN, Jens Stoltenberg, au sommet de la CPE au Royaume-Uni lors d'une réunion à Varsovie, le 23 avril 2024. Le 14 juillet 2024, Keir Starmer a annoncé la présence de représentants de l'Organisation pour la sécurité et la coopération en Europe et du Conseil de l'Europe.
Le président turc Recep Tayyip Erdoğan n'a pas pu assister au sommet en raison d'un programme de voyage chargé.
|  | Non-membre de l'UE |

| Membre                           | Membre             | Représenté par               | Titre |
| -------------------------------- | ------------------ | ---------------------------- | --- |
| Drapeau de l'Albanie             | Albanie            | Edi Rama                     | Premier ministre |
| Drapeau d'Andorre                | Andorre            | Xavier Espot Zamora          | Chef de gouvernement                                                                                                |
| Drapeau de l'Arménie             | Arménie            | Nikol Pashinyan              | Premier ministre |
| Drapeau de l'Autriche            | Autriche           |                              | |
| Drapeau de l'Azerbaïdjan         | Azerbaïdjan        | Ilham Aliyev                 | Président |
| Drapeau de la Belgique           | Belgique           | Alexander De Croo            | Premier ministre |
| Drapeau de la Bosnie-Herzégovine | Bosnie-Herzégovine | Denis Bećirović              | Président de la Présidence                                                                                          |
| Drapeau de la Bulgarie           | Bulgarie           | Roumen Radev                 | Président |
| Drapeau de la Croatie            | Croatie            | Andrej Plenković             | Président du gouvernement                                                                                           |
| Drapeau de Chypre                | Chypre             |                              | |
| Drapeau de la Tchéquie           | République tchèque | Petr Fiala                   | Président du gouvernement                                                                                           |
| Drapeau du Danemark              | Danemark           | Mette Frederiksen            | Première ministre                                                                                                   |
| Drapeau de l'Estonie             | Estonie            | Kaja Kallas                  | Première ministre                                                                                                   |
| Drapeau de la Finlande           | Finlande           | Alexander Stubb              | Président |
| Drapeau de la France             | France             | Emmanuel Macron              | Président |
| Drapeau de la Géorgie            | Géorgie            | Irakli Kobakhidze            | Premier ministre |
| Drapeau de l'Allemagne           | Allemagne          | Olaf Scholz                  | Chancelier fédéral                                                                                                  |
| Drapeau de la Grèce              | Grèce              | Kyriakos Mitsotakis          | Premier ministre |
| Drapeau de la Hongrie            | Hongrie            | Viktor Orbán                 | Premier ministre |
| Drapeau de l'Islande             | Islande            | Bjarni Benediktsson          | Premier ministre |
| Drapeau de l'Irlande             | Ireland            | Simon Harris                 | Taoiseach |
| Drapeau de l'Italie              | Italie             | Giorgia Meloni               | Présidente du Conseil des ministres                                                                                 |
| Drapeau du Kosovo                | Kosovo             | Vjosa Osmani                 | Présidente |
| Drapeau de la Lettonie           | Lettonie           | Evika Siliņa                 | Première ministre                                                                                                   |
| Drapeau du Liechtenstein         | Liechtenstein      | Daniel Risch                 | Chef du gouvernement                                                                                                |
| Drapeau de la Lituanie           | Lituanie           | Gitanas Nausėda              | Président |
| Drapeau du Luxembourg            | Luxembourg         | Luc Frieden                  | Premier ministre |
| Drapeau de Malte                 | Malte              | Robert Abela                 | Premier ministre |
| Drapeau de la Moldavie           | Moldavie           | Maia Sandu                   | Présidente |
| Drapeau de Monaco                | Monaco             | Pierre Dartout               | Ministre d'État |
| Drapeau du Monténégro            | Monténégro         | Jakov Milatović              | Président |
| Drapeau des Pays-Bas             | Pays-Bas           | Dick Schoof                  | Premier ministre |
| Drapeau de la Macédoine du Nord  | Macédoine du Nord  | Hristijan Mickoski           | Président du gouvernement                                                                                           |
| Drapeau de la Norvège            | Norvège            | Jonas Gahr Støre             | Premier ministre de Norvège                                                                                         |
| Drapeau de la Pologne            | Pologne            | Donald Tusk                  | Président du Conseil des ministres                                                                                  |
| Drapeau du Portugal              | Portugal           |                              | |
| Drapeau de la Roumanie           | Roumanie           | Klaus Iohannis               | Président |
| Drapeau de Saint-Marin           | Saint-Marin        | Luca Beccari                 | Secrétaire aux affaires étrangères et politiques                                                                    |
| Drapeau de la Serbie             | Serbie             | Aleksandar Vučić             | Président |
| Drapeau de la Slovaquie          | Slovaquie          |                              | |
| Drapeau de la Slovénie           | Slovénie           | Robert Golob                 | Président du gouvernement                                                                                           |
| Drapeau de l'Espagne             | Espagne            | Pedro Sánchez                | Président du gouvernement                                                                                           |
| Drapeau de la Suède              | Suède              |                              | |
| Drapeau de la Suisse             | Suisse             | Viola Amherd                 | Présidente de la Confédération                                                                                      |
| Drapeau de la Turquie            | Turquie            | N/A                          | N/A |
| Drapeau de l'Ukraine             | Ukraine            | Volodymyr Zelensky           | Président |
| Drapeau du Royaume-Uni           | Royaume-Uni        | Sir Keir Starmer (hôte)      | Premier ministre |
| Drapeau de l’Union européenne    | Union européenne   | Charles Michel Josep Borrell | Président du Conseil européen Haut représentant de l'Union pour les affaires étrangères et la politique de sécurité |

### Délégués invités
| Entité | Entité                                                    | Représenté par          | Titre              |
| ------ | --------------------------------------------------------- | ----------------------- | ------------------ |
|        | Conseil de l'Europe                                       | Marija Pejčinović Burić | Secrétaire général |
|        | Organisation du Traité de l'Atlantique Nord               | Jens Stoltenberg        | Secrétaire général |
|        | Organisation pour la sécurité et la coopération en Europe |                         |                    |
|        | Cabinet de transition uni de Biélorussie                  | Svetlana Tikhanovskaïa  | Chef               |

## Résultats

### Futurs sommets de la CPE
Lors de la conférence de presse de clôture, Keir Starmer a confirmé que le prochain sommet aura lieu en Hongrie suivi de deux sommets en Albanie et au Danemark en 2025.

### Relations Arménie-Azerbaïdjan
Avant le sommet, le gouvernement hôte a tenté d'organiser une réunion bilatérale entre le Premier ministre arménien Nikol Pashinyan et le président azerbaïdjanais Ilham Aliyev en marge du sommet. Malgré les efforts du Royaume-Uni, la rencontre prévue entre Pashinyan et Aliyev n’a pas eu lieu. Un haut responsable du gouvernement britannique a déclaré que « le Royaume-Uni ne tente pas de jouer un rôle de médiateur dans le différend en cours entre l'Arménie et l'Azerbaïdjan ». Le ministère arménien des Affaires étrangères a confirmé qu'il était ouvert à une rencontre avec la partie azerbaïdjanaise et a déclaré que « la partie arménienne réitère également sa proposition d'intensifier les négociations aux plus hauts niveaux et de parvenir à la signature du traité de paix dans un délai d'un mois ».
Le président français Emmanuel Macron a rencontré Pashinyan en marge du sommet et a également défendu les ventes d'armes françaises à l'Arménie lors d'une conférence de presse. Macron a déclaré : « Il est normal de répondre à la demande d'un pays souverain qui veut s'équiper [militairement] et qui pense qu'il pourrait être attaqué par un autre. Si l'on regarde la dernière décennie, il semble que l'Azerbaïdjan soit devenu beaucoup plus équipé que l’Arménie. Et si j’ai une bonne mémoire – mais corrigez-moi si je me trompe – l’Azerbaïdjan a déclenché une guerre, et une guerre terrible, en 2020. ».

### Opposition biélorusse
Pour la deuxième fois, la chef de l'opposition biélorusse, Sviatlana Tsikhanouskaya, a été invitée au sommet par le gouvernement hôte.

### Traite des êtres humains et migration irrégulière
Lors de la conférence de presse de clôture, Keir Starner a déclaré que le nouveau commandement britannique de la sécurité des frontières travaillerait avec Europol et le Centre européen de lutte contre le trafic de migrants pour lutter contre le trafic d'êtres humains et la migration illégale. Le Royaume-Uni a engagé 84 millions de livres sterling sur trois ans pour des projets de développement en Afrique et au Moyen-Orient afin de réduire la migration économique et a signé des accords avec la Slovaquie et la Slovénie pour lutter contre les gangs du crime organisé.

### Soutien à la Moldavie
La présidente moldave Maia Sandu a rencontré Charles Michel, Président du Conseil européen, Keir Starmer, Emmanuel Macron, Olaf Scholz, Chancelier fédéral d'Allemagne, Klaus Iohannis, Président de la Roumanie, et Donald Tusk, Président du Conseil des ministres de Pologne, pour discuter de la résilience de la Moldavie et obtenir un soutien en faveur d'un avenir sûr et prospère.

### Soutien à l'Ukraine

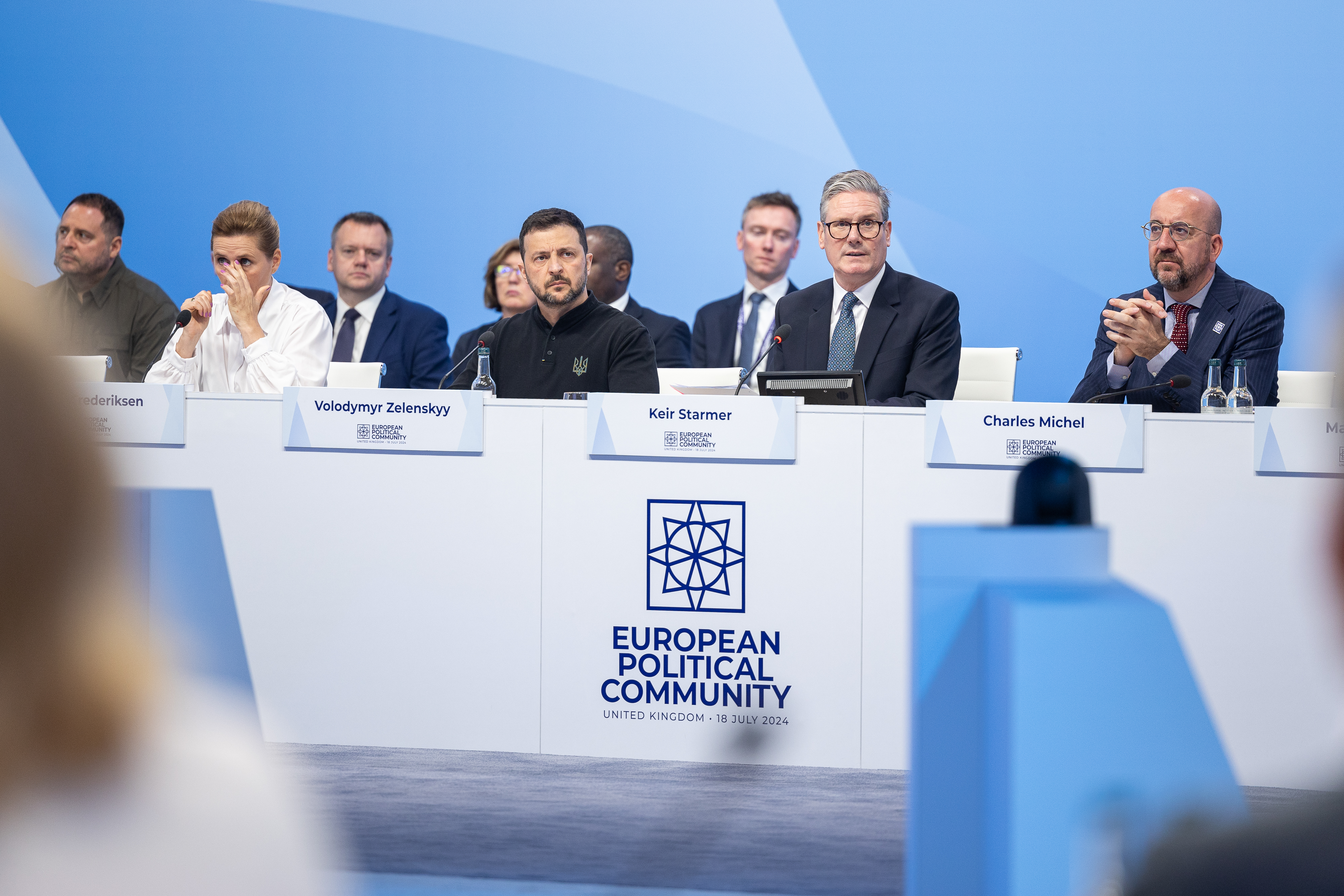
L'Ukraine au sommet.

À son arrivée au sommet, le secrétaire général de l'OTAN, Jens Stoltenberg, a annoncé des plans pour un nouveau centre de commandement de l'OTAN de 700 personnes basé à Wiesbaden, en Allemagne, pour coordonner le soutien à l'Ukraine pendant son invasion en cours par la Russie.
Lors de la séance plénière d'ouverture, la présidente suisse Viola Amherd a annoncé que 87 pays avaient signé le communiqué du sommet mondial pour la paix.
L'Ukraine a signé des accords avec la Slovénie et la République tchèque pour permettre à ces pays de fournir une assistance militaire et humanitaire à long terme,. La République tchèque a accepté de renforcer la coopération dans le domaine de la technologie militaire, notamment dans la production de munitions, d'armes légères, de drones, de guerre électronique et d'équipements lourds. La Slovénie consacrera 5 millions d'euros supplémentaires à l'aide humanitaire, à la relance économique et au programme Grain from Ukraine et apportera son soutien par la formation dans le cadre de la mission d'assistance militaire de l'Union européenne en soutien à l'Ukraine,,.
Avant le sommet, Bloomberg a annoncé que le Premier ministre britannique Keir Starmer profiterait de l'événement pour lancer un plan visant à lutter contre la flotte fantôme de pétroliers que la Russie utilise pour éviter les sanctions internationales. Starmer a confirmé ces plans lors de sa conférence de presse de clôture,.

## Voir également
- intégration européenne
- Relations extérieures de l'Union européenne